# Kap Walcott
Das Kap Walcott ist ein wuchtiges und vereistes Kap an der Wilkins-Küste des Palmerlands auf der Antarktischen Halbinsel. Die 625 m hohe Verlängerung der Scripps Heights trennt die Einfahrt zum Casey Inlet im Norden von derjenigen zum Bertius Inlet im Süden.
Der australische Polarforscher Hubert Wilkins entdeckte es bei einem Überflug am 20. Dezember 1928. Wilkins benannte es nach dem US-amerikanischen Politiker Frederic C. Walcott (1869–1949), der dem Leitungsgremium der American Geographical Society angehörte.